# Substraat (tuinbouw)

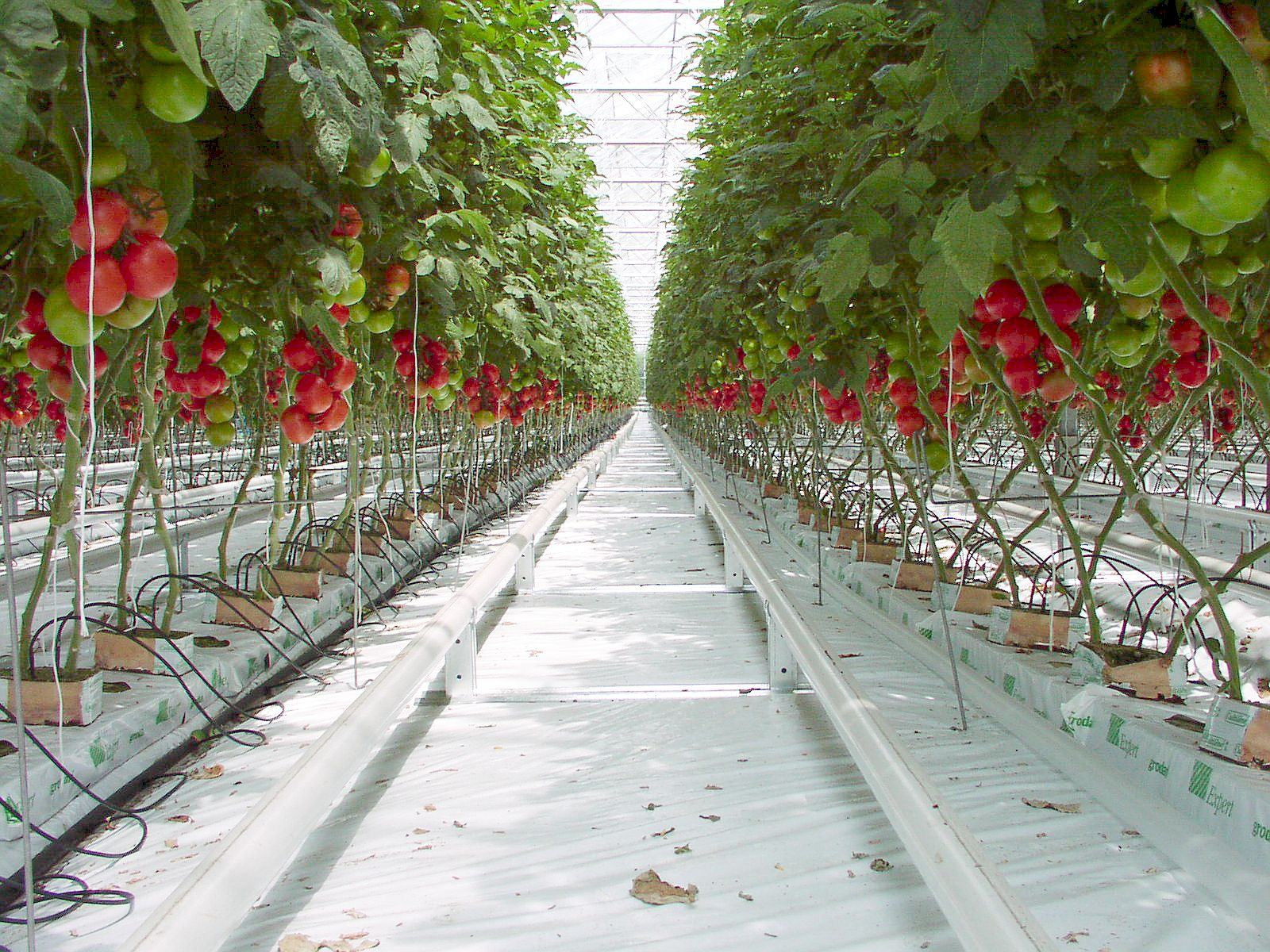
Substraatgebruik in de vorm van steenwol bij de teelt van tomaten.

Een substraat is, met name in de glastuinbouw, een kunstmatige bodem voor plantengroei.
Voordelen van een substraat boven grond zijn de controleerbaarheid van de toegevoerde voedingsstoffen en de gemakkelijke manier om het substraat te ontsmetten.
Tuinbouwsubstraten worden veelal vervaardigd uit steenwol, dat bovendien volledig recycleerbaar is. De voedingsstoffen worden in vloeibare vorm aangeleverd, waartoe in de kas een installatie aanwezig is om de diverse voedingsbestanddelen in de juiste verhouding te mengen. De bestanddelen worden door de chemische- en kunstmestindustrie vervaardigd.
Tegenwoordig worden ook kunststoffen, zoals polyurethaanschuim, als substraat gebruikt. Andere toegepaste materialen zijn turfvezel, veenmos (Sphagnum), kokosvezel en dergelijke.
Puimsteenkorrels en ander poreus steenachtig materiaal wordt eveneens als substraat gebruikt, vanwege het vermogen water vast te houden. In droge, vulkanische gebieden, zoals de Canarische Eilanden, wordt puimsteen gebruikt in vollegrondculturen om in de nachtelijke uren het dan aanwezige vocht op te nemen, dat de planten tijdens de dag kunnen gebruiken.
De term wordt in tuinbouwmiddens ook gebruikt voor de op maat voorgemengde potgrond die aangeleverd wordt voor hun teelt. Hiermee worden trays of potten gevuld ten behoeve van de opkweek van hun planten. Op die manier heeft de teler ook een goede controle over de samenstelling van zijn teeltbodem.